# حمة جحيش (العرش)

تعديل مصدري - تعديل

حارة حمة جحيش هي إحدى حارات مدينة المصلى أحد مدن محافظة البيضاء، بلغ تعداد سكانها 462 نسمة حسب تعداد اليمن لعام 2004.